# Татаренко Андрій Борисович
Андрій Борисович Татаренко (26 лютого 1991, м. Київ, СРСР) — український хокеїст, захисник. 
Виступав за: АТЕК (Київ), «Сокіл-2» (Київ), «Сокіл» (Київ), «Гайдамаки» (Вінниця), «Компаньйон-Нафтогаз» (Київ), «Дженералз» (Київ).
У складі національної збірної України провів 3 матчі (0+0). У складі молодіжної збірної України учасник чемпіонату світу 2010 (дивізіон I). У складі юніорської збірної України учасник чемпіонату світу 2009 (дивізіон I).
Відомий своїм бійцівським характером - у складі "Компаньйону" за два сезони провів близько 10 поєдинків на майданчику. Найвідоміший бій - у півфіналі чемпіонату-2011/12 проти "Сокола", коли тоді 21-річний захисник переграв досвідченого та габаритного нападника суперника Вадима Шахрайчука. 